# 孫雪寧
孫雪寧（1993年8月16日—），1993年8月16日出生於遼寧省大連市，中國女演員，畢業於北京電影學院。大二時，在微電影《大話屌絲》中扮演賣包子的女孩，受到網友關注。

## 經歷
2015年，參演仙劍之父姚壯憲親自監製的跨次元互動網劇《仙劍客棧》，飾演趙靈兒。同年主演音樂歌舞劇《百思不得姐》。
2016年，孫雪寧主演網絡劇《器靈》，飾演炎槍重黎，並演唱主題曲《呼喚你的名字》、片尾曲《懂得》。

## 影視作品

### 電視劇/網絡劇
| 首播年份 | 剧名                 | 角色     | 备注     |
| 2015年   | 《仙劍客棧》         | 趙靈兒   | 網絡劇   |
| 2015年   | 《百思不得姐》       | 董小潔   | 網絡劇   |
| 2016年   | 《器靈第一季》       | 炎槍重黎 | 網絡劇   |
| 2017年   | 《拜見宮主大人》     | 雨晨     | 網絡劇   |
| 2017年   | 《器靈第二季》       | 炎槍重黎 | 網絡劇   |
| 2019年   | 《拜見宮主大人2》    | 雨晨     | 網絡劇   |
| 2020年   | 《三生三世枕上書》   | 橘諾     |          |
| 2020年   | 《山寨小萌主》       | 朱顏     | 網絡劇   |
| 2020年   | 《萦萦夙语亦难求》   | 錦言     | 網絡劇   |
| 2021年   | 《錦心似玉》         | 琥珀     | 網絡劇   |
| 2021年   | 《玉昭令第一季》     | 李琼香   | 網絡劇   |
| 2022年   | 《迷航昆仑墟》       | 十九     | 網絡劇   |
| 2022年   | 《唐朝诡事录》       | 樱桃     | 網絡劇   |
| 2022年   | 《侍酒令》           | 付华     | 網絡短劇 |
| 2023年   | 《夜夜相见不识君》   | 江玉箫   | 網絡短劇 |
| 2023年   | 《一代匠师》         | 廖宜慧   |          |
| 2024年   | 《江河之上》         | 莫麗     |          |
| 2024年   | 《唐朝诡事录之西行》 | 樱桃     | 網路劇   |
| 2024年   | 《小夫妻》           | 李子刘   |          |
| 2024年   | 《公子无双》         | 沈知离   | 網絡短劇 |
| 2025年   | 《朝雪录》           | 采荷     | 網路劇   |
| 2025年   | 《唐朝诡事录之长安》 | 樱桃     | 網路劇   |
| 待播     | 《公主贵性》         | 云皎     | 網路劇   |
| 待播     | 《燃霜为昼》         | 陈静姝   | 網路劇   |
| 待播     | 《唐诡奇谭》         | 樱桃     | 網絡短劇 |

## 電影
| 上映年份 | 电影名      | 角色   | 备注     |
| 2016年   | 兒童總裁    | 唐淼   | [ 3 ]    |
| 2020年   | 封神榜·妖灭 | 蘇妲己 | 網絡電影 |

## 單曲
| 发行時間       | 名称         | 合唱歌手 | 类型                   | 备注 |
| -------------- | ------------ | -------- | ---------------------- | ---- |
| 2016年11月     | 懂得         | 不適用   | 《器靈》片尾曲         |      |
| 2016年11月     | 呼喚你的名字 | 不適用   | 《器靈》主題曲         |      |
| 2017年11月3日  | 素雨         | 不適用   | 《拜見宮主大人》片尾曲 |      |
| 2017年12月14日 | 倘·若        | 不適用   | 《拜見宮主大人》插曲） |      |
| 2017年12月28日 | 愛剛剛好     | 彭昱暢   | 《器靈Ⅱ》插曲          |      |